# Filmworks XVIII: The Treatment
 (novembre 2023).
Filmworks XVIII: The Treatment est un album de John Zorn paru sur le label Tzadik en 2006. Il s'agit de la musique de la comédie romantique The Treatment (2006) de  Oren Rudavsky.

## Titres
| 1.    | The Treatment   | 3:34 |
| 2.    | Romance         | 5:09 |
| 3.    | Why Me?         | 3:56 |
| 4.    | Family          | 2:14 |
| 5.    | Marking Time    | 4:52 |
| 6.    | Anxieties       | 4:59 |
| 7.    | Freud's Rondo   | 4:24 |
| 8.    | Totem And Taboo | 6:53 |
| 9.    | Rush Hour       | 3:46 |
| 10.   | Bad Dreams      | 1:18 |
| 11.   | Uncertainty     | 6:23 |
| 12.   | Happy Ending    | 2:44 |
| 50:12 |                 |      |

## Personnel
- Shanir Ezra Blumenkranz - basse
- Rob Burger - Accordéon
- Mark Feldman - violon
- Kenny Wollesen - vibraphone

Invité spécial
- Marc Ribot - guitare